# Projeto Curupira
O Projeto Curupira é uma iniciativa de Pesquisa e Desenvolvimento (P&D) liderada pelo Laboratório de Sistemas Embarcados (LSE) da Universidade do Estado do Amazonas (UEA). O principal objetivo do projeto é fornecer suporte no combate ao desmatamento por meio do desenvolvimento de um sistema inteligente de monitoramento. Este sistema utiliza tecnologias avançadas de Inteligência Artificial para monitorar áreas de floresta e zonas urbanas.
Inspirado no personagem mítico que protege a floresta conhecido como Curupira, o projeto busca empregar avanços tecnológicos para monitorar e mitigar os impactos do desmatamento.  Conduzido por uma equipe multidisciplinar de pesquisadores e engenheiros, abrange especialistas nas áreas de engenharia mecânica, eletrônica, elétrica, software e computação.
Foram realizados testes primários nas regiões florestais em Manaus, demonstrando a capacidade do dispositivo de hardware e sistema de monitoramento com inteligência artificial em identificar sons fora do comum, como os produzidos por motosserras e tratores.

## Contexto e características

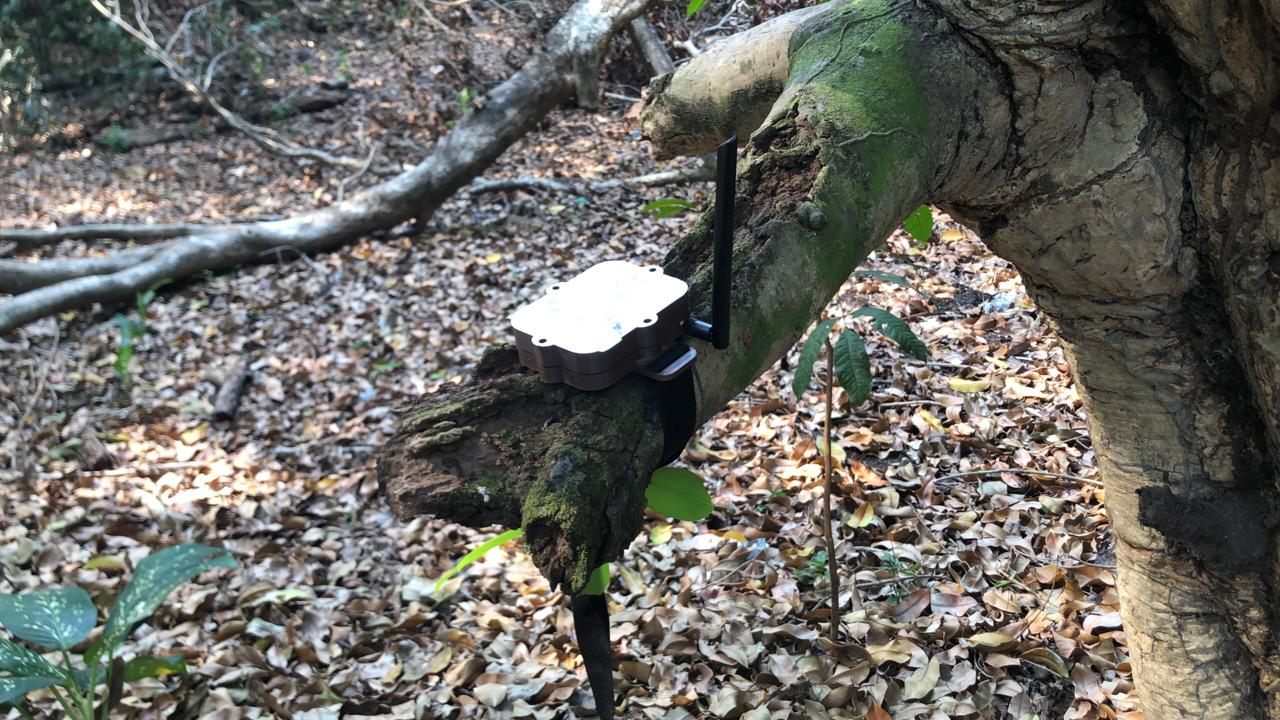
Processo de teste de campo em uma área florestal. O teste está sendo feito para validação do sistema de IA para identificação dos sons de motosserra

O dispositivo do projeto Curupira surge como uma ferramenta ao controle do desmatamento na região amazônica. Concebido como uma iniciativa voltada para o emprego de tecnologia avançada, o dispositivo busca monitorar e combater ativamente as práticas que ameaçam a preservação ambiental. Essa abordagem representa uma resposta crucial diante dos desafios ambientais da região, oferecendo novas perspectivas para a conservação da floresta e a sustentabilidade do ecossistema.
O cenário alarmante do desmatamento na Amazônia, que atingiu proporções críticas nos anos anteriores, apresenta um vislumbre de esperança nos primeiros quatro meses de 2023. De acordo com dados do Sistema DETER, do Instituto Nacional de Pesquisas Espaciais (INPE), os alertas de desmatamento acumulados nesse período totalizaram 1.132 km², indicando uma redução significativa de 38% em comparação com o mesmo período do ano anterior. A redução no desmatamento sugere uma possível reversão na tendência de destruição do bioma, embora seja prematuro afirmar se essa transformação será duradoura. Essa queda nos índices de desmatamento contrasta com o aumento expressivo registrado no ano anterior, quando a área desmatada no Brasil aumentou em 22,3%, totalizando 2,05 milhões de hectares, como revelado no Relatório Anual de Desmatamento (RAD2022) do MapBiomas. A Amazônia e o Cerrado foram os biomas mais impactados, respondendo por 90,1% do total. No período de 2019 a 2022, marcado pela implementação do relatório, ocorreram 303 mil eventos de desmatamento, equivalendo a 6,6 milhões de hectares, uma área 1,5 vezes maior que o estado do Rio de Janeiro.
O Projeto Curupira desperta inúmeras perguntas sobre sua importância tecnológica, os desafios enfrentados na floresta, a abrangência de disciplinas científicas envolvidas, seus beneficiários diretos e indiretos, e planos futuros. Diante disso, em entrevista, o professor e coordenador do projeto, Raimundo Cláudio, oferece uma visão mais objetiva sobre o projeto abordando temas como a importância da tecnologia para a sustentabilidade, os desafios que envolvem a gestão da Floresta Amazônica, a interdisciplinaridade na ciência, os benefícios diretos e indiretos do projeto Curupira e os planos futuros que o cercam.

## Funcionamento
O projeto Curupira é baseado na interconexão de dispositivos distribuídos estrategicamente pela mata. Para que a operação seja eficiente, os dispositivos de hardware precisam ser posicionados a uma distância máxima de 1km entre si, facilitando a comunicação direta entre eles. Quando esses dispositivos detectam indícios de um possível ataque à floresta, agem como sentinelas, captando informações relevantes. Em seguida, os "curupiras" comunicam essas informações por meio de rádio frequência para um ponto central, funcionando como um roteador. Esse ponto central pode estar localizado a até 15km de distância dos dispositivos.
Uma vez que o sinal é enviado para o ponto central, a frequência direciona-se para um programa de computador e analisado pelo sistema de inteligência artificial específico, permitindo uma interpretação mais detalhada e uma resposta adequada às ameaças detectadas na floresta. Dessa forma, o Curupira não apenas monitora, mas também estabelece uma eficiente cadeia de comunicação e processamento de dados para auxiliar na preservação ambiental.